# Григор'єва Оксана Петрівна
Окса́на Петрі́вна Григо́р'єва (уроджена Оксана Петрівна Чернуха; нар. 1970, Саранськ) — американська піаністка, співачка і автор пісень.

## Біографія

### Ранні роки
Оксана Григор'єва народилася 1970 в Саранську, Мордовська АРСР. Її батьки були професорами музики . У неї є молодша сестра Наталя. Оксана почала вчитися грі на фортепіано у віці трьох років під керівництвом матері. Потім навчалася в місцевій музичній школі і закінчила Казанську консерваторію.
Після закінчення консерваторії, у віці 20 років, Григор'єва переїхала до Лондона, де продовжила навчання в Королівському коледжі музики, а також сама викладала музику. Під час роботи моделлю її помітив фотограф Патрік Ансен, двоюрідний брат принца Чарльза і офіційний фотограф королівської родини. Після цього її фотографії стали з'являтися в багатьох журналах мод. Спочатку вона працювала під прізвищем Чернуха, але пізніше змінила її на прізвище матері — Григор'єва. Потім Оксана переїхала в США, де жила в Нью-Йорку і Лос-Анджелесі . Тут вона викладала музику і запатентувала методику викладання музичної нотації дітям.

### Музична кар'єра
Як композитор, Оксана Григор'єва привернула до себе увагу в 2006 році, написавши пісню Un Dia Llegara, яка увійшла до альбому Джоша Гробана Awake. У 2009 році у співпраці з Чарлі Міднайтом Григор'єва випустила альбом Beautiful Heartache, виконавчим продюсером якого був Мел Гібсон. До альбому увійшли 11 треків, в тому числі російська пісня «Очі чорні». Григор'єва весь альбом написала сама, за винятком пісні Say My Name, яка була написана в співавторстві з Гібсоном. Пісня Say My Name увійшла до саундтреку фільму 2010 року «Відплата». Пісня Angel була присвячена її з Тімоті Далтоном синові Олександру, який народився в 1997 році. ABC News повідомило, що пісня Beautiful Heartache отримала «захоплені відгуки» музичних критиків.

### Приватне життя
У 1989 році Оксана Григор'єва вийшла заміж за юриста Ігоря Баранова, однак шлюб розпався через три місяці. 1992 вийшла заміж за британського художника Ніколаса Роуленда (англ. Nicholas Rowland), який був старший за неї на 19 років. У 1994 році їх шлюб був розірваний, але він дозволив Оксані залишитися у Великій Британії. У 1995 році, працюючи перекладачем Микити Михалкова на кінофестивалі в Лондоні, Оксана познайомилася з Тімоті Далтоном. Через деякий час вони одружилися і в 1997 році у них народився син Олександр. Причиною їхнього розлучення, з чуток, став її роман з шведським бізнесменом Петером Бломквістом.
У Оксани Григор'євої були романтичні відносини з актором Мелом Гібсоном, 30 жовтня 2009 року у них народилася дочка Люсія. У квітні 2010 року пара розлучилася. У червні 2010 року Григор'єва заявила на Гібсона в поліцію, вказавши, що піддалася фізичному насильству. Судовим рішенням Гібсону заборонили наближатися до Григор'євої та їх дочки. У липні 2010 року Гібсон став підозрюваним у насильстві в сім'ї і проти нього було розпочато розслідування. У березні 2011 року, після мирової угоди з прокурором, суд засудив Гібсона до трьох років умовно і штрафу в $ 400.
Оксана Григор'єва бере участь у благодійній діяльності, підтримує Чорнобильський фонд допомоги дітям.

## Дискографія
- Un Dia Llegara, з альбому Джоша Гробана Awake (2006)
- Beautiful Heartache (2009)